# Lita (álbum)
Lita é o terceiro álbum de estúdio da carreira solo da roqueira britântica Lita Ford.
O álbum foi lançado no dia 02 de Fevereiro de 1988, com o selo RCA Records.

## Faixas
1. "Back to the Cave" (Mike Chapman, David Ezrin, Lita Ford) – 4:01
2. "Can't Catch Me" (Ezrin, Ford, Lemmy Kilmister) – 3:58
3. "Blueberry" (Chapman) – 3:47
4. "Kiss Me Deadly" (Mick Smiley) – 3:59
5. "Falling in and Out of Love" (Ezrin, Ford, Nikki Sixx) – 5:07
6. "Fatal Passion" (Ezrin, Ford, Punky Peru) – 4:41
7. "Under the Gun" (Ford) – 4:48
8. "Broken Dreams" (Ezrin, Ford) – 5:12
9. "Close My Eyes Forever" (Participação Especial: Ozzy Osbourne) (Ford, Osbourne) – 4:42

## Músicos
- Lita Ford – guitarras, vocais
- David Ezrin – teclados
- Don Nossov – baixo
- Myron Grombacher – bateria
- Craig Krampf – percussão, baterias[2]
- Llory McDonald – back-vocals
- Mike Chapman – back-vocals

## Certificações e Desempenho nas Paradas Musicais

### Álbum
| Ano  | Detalhes do Álbum                                                           | Posição nas Paradas Musicais | Posição nas Paradas Musicais | Posição nas Paradas Musicais | Posição nas Paradas Musicais | Posição nas Paradas Musicais | Posição nas Paradas Musicais | Certificação (sales threshold) |
| Ano  | Detalhes do Álbum                                                           | UK                           | US                           | US Indie                     | NZ                           | SWE                          | SWI                          | Certificação (sales threshold) |
| ---- | --------------------------------------------------------------------------- | ---------------------------- | ---------------------------- | ---------------------------- | ---------------------------- | ---------------------------- | ---------------------------- | ------------------------------ |
| 1988 | '''Lita''' - Data de Lançamento: Fevereiro de 1988 - Gravadora: RCA Records | 58                           | 29                           | —                            | 45                           | —                            | —                            | - US: Platinum - CAN: Gold     |

### Singles
| Ano  | Single                                            | Posição nas Paradas Musicais | Posição nas Paradas Musicais | Posição nas Paradas Musicais | Posição nas Paradas Musicais | Posição nas Paradas Musicais | Certificação (sales threshold) | Álbum |
| Ano  | Single                                            | US                           | US Main                      | NZ                           | UK                           | SWE                          | Certificação (sales threshold) | Álbum |
| ---- | ------------------------------------------------- | ---------------------------- | ---------------------------- | ---------------------------- | ---------------------------- | ---------------------------- | ------------------------------ | ----- |
| 1988 | "Kiss Me Deadly"                                  | 12                           | 40                           | 21                           | 75                           | —                            |                                | Lita  |
| 1988 | "Back to the Cave"                                | —                            | 22                           | —                            | —                            | —                            |                                | Lita  |
| 1989 | "Close My Eyes Forever" (dueto com Ozzy Osbourne) | 8                            | 25                           | 16                           | 47                           | 14                           | - US: Gold                     | Lita  |
| 1989 | "Falling In and Out of Love"                      | —                            | 37                           | —                            | —                            | —                            |                                | Lita  |